# Rohrbach (Dürnach)
Der Rohrbach ist ein Bach im Landkreis Biberach in Baden-Württemberg, der nach seinem etwa acht Kilometer langen Lauf nach Norden beim Dorf Wennedach der Stadt Ochsenhausen von rechts in die Dürnach mündet.

## Verlauf
Der Rohrbach entsteht südöstlich des Dorfes Ringschnait von Biberach an der Riß und läuft in einem leicht nach rechts ausholenden Bogen etwa nordwärts. Der Ursprung liegt am Waldrand, dem er zunächst nordnordostwärts entlangfließt. Er durchzieht dabei den Spitzweiher und verlässt dann das Stadtgebiet hinüber ins Reinstetter Holz der Stadt Ochsenhausen, das er daraufhin lange nordwärts durchzieht. Schon etwas vor dem Wechsel zurück in die offene Flur fließt er nun nordnordwestwärts, passiert Wennedach am rechten Ufer und wird unterhalb von der Trasse der Öchsle-Schmalspurbahn gequert. Wenige hundert Meter weiter abwärts mündet er an der Grenze zur Gemeinde Maselheim von rechts und gegenüber von dessen Einzelhaus Zur Sägmühle in die obere Dürnach.